# 切爾沃內庫特 (赫梅利尼茨基區)
切爾沃內庫特（烏克蘭語：Червоний Кут）是位於烏克蘭西部的村莊，由赫梅利尼茨基州裡赫梅利尼茨基區的沃洛奇斯克市鎮負責管轄。該村始建於1558年，面積0.35平方公里，海拔高度311米，2001年人口119，人口密度每平方公里343.9人。